# Николаевка (Варненский район)
Николаевка — село в Варненском районе Челябинской области России. Административный центр и единственный населённый пункт Николаевского сельского поселения.

## История
Основано в 1835 году как  Николаевское укрепление  на  Новой  пограничной  линии. Укрепление заселяли казаками  (281 душа  мужского  пола). Оно относилось к  6-му  полку 3-го военного  отдела, позднее получило статус станицы. В 1873 г. в  станице насчитывалось  136  дворов,  имелась каменная церковь, действовали школа, 3 водяные и 2 ветряные  мельницы. 6 декабря и  2 февраля  проводились  ярмарки.  Жители торговали  зерном,  скотом.  В 1929  году организован колхоз.  Его  председателем стал  В. А.  Чернецкий, награжденный   орденом  Ленина.  
До Великой Отечественной войны в колхозе  имелись  5 автомашин, кузница, мельница пекарня, клуб, библиотека. 
В 1992  году колхоз  реорганизован  в ТОО «Новый  путь», в 2002 году — в ЗАО «Николаевское». 

## География
Протекает река Аят. Расстояние до районного центра села Варна 85 км.

## Пограничная зона
Находится в пограничной зоне. Действует двусторонний автомобильный пункт пропуска для граждан России и Казахстана.

## Николаевская крепость
Николаевская крепость обнесена белыми стенами, внутри расположен храм Святого Николая Чудотворца. Вторая крепость-копия называется Наследницкой, расположена в посёлке Наследницком Брединского района.
Крепость является историко-архитектурным комплексом. Николаевское фортификационное укрепление возведено в период создания Новой пограничной линии в военном поселении Николаевском. в 1840-х гг. в центре станицы на левом берегу р. Аят была заложена кирпичная ограда. Крепость квадратная в плане: площадка размером 66,5x66,5 м окружена зубчатой стеной (высота 3.5 м, толщина у основания 1,5 м); с ее внутренней стороны на уровне 1 м от земли по всему периметру был возведен деревянный помост (не сохранился). По углам квадрата располагались массивные башни (высотой более 4 м, размеры по основанию 4x4 м); в стенах башен на высоте 2.5 м располагались амбразуры.

## Население
| 2002 | 2010 | 2011 | 2012 | 2013 | 2014 | 2015 |
| ---- | ---- | ---- | ---- | ---- | ---- | ---- |
| 1089 | ↘859 | ↘855 | ↘823 | ↘772 | ↘750 | ↘727 |
| 2016 | 2017 | 2018 | 2019 | 2020 | 2021 |      |
| ↘721 | ↘706 | ↘692 | ↘660 | ↘659 | ↗675 |      |

По данным Всероссийской переписи, в 2010 году численность населения села составляла 859 человек (419 мужчин и 440 женщин).

## Улицы
Уличная сеть села состоит из 7 улиц и 14 переулков.